# Volksgarten (Vídeň)

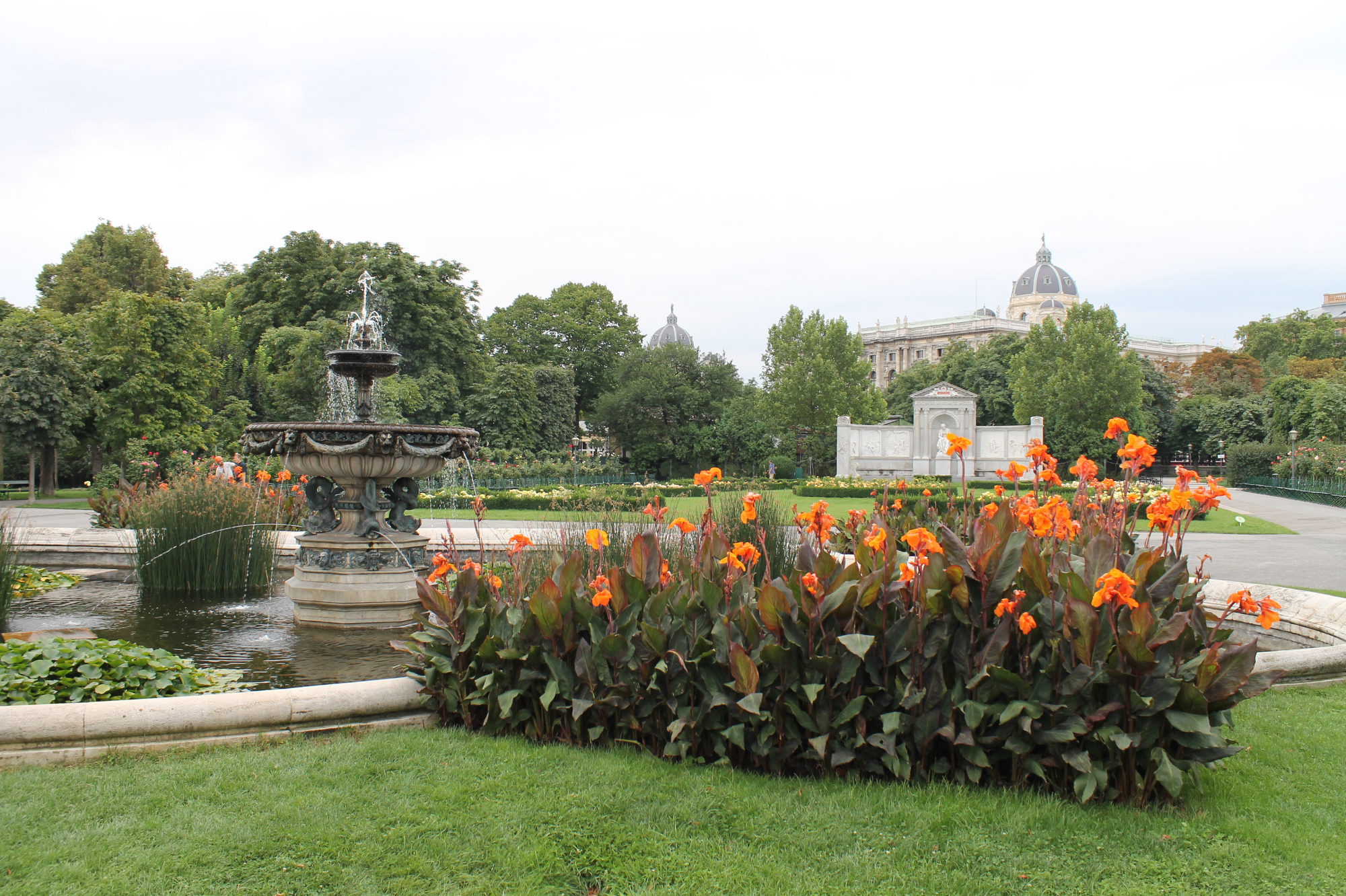

Volksgarten (česky Lidové sady) je veřejným parkem ve vnitřní části města, v první vídeňské čtvrti, v Rakousku. Leží na pozemcích které jsou součástí paláce Hofburg. Park byl postaven v roce 1821 na místě městského opevnění zničeného Napoleonem v roce 1809. Zahrada byla otevřena pro veřejnost v roce 1823. Od roku 2001, patří do světového dědictví UNESCO v rámci historického centra Vídně. Park je upraven jako rozárium.

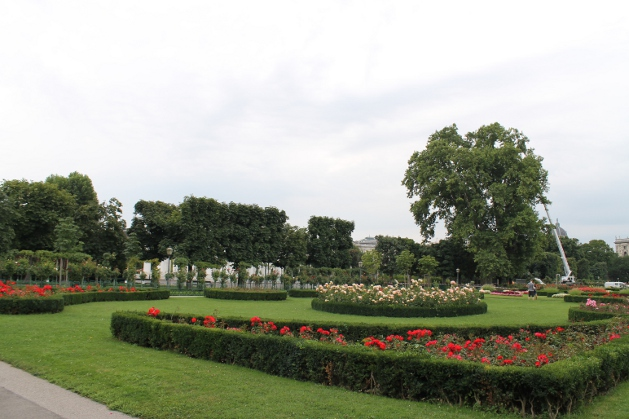
Řez platanu v parku.

## Zahradní úprava
Park je upraven ve stylu anglického parku ale na straně je barokní úprava.
Za významný je označován platan východní (Platanus orientalis), ve středu zahrady. Průměr koruny je zhruba 20 m a obvod kmene 3,6 metrů. Tento strom je označen jako přírodní památka (č. 376). 

### Rozárium
Rozárium obsahuje více než 3.000 růžových keřů s více než 200 odrůdami růží. Střed rozária je orámovaný živými ploty ze zimostrázu. Většina odrůd růže, se nachází na okrajích zahrady, které jsou lemovány řadou laviček a několika řadami stromkových růží z Schlingrosen. Růže v růžové zahradě jsou většinou označeny.
V roce 2000 zde byl vysázen 80 let starý růžový keř ze zahrady v rodišti Karla Rennera v Dolních Dunajovicích rakousko-českou společností, jejíž jméno je připomínáno pamětní deskou.
Na tomto odkazu je možné domluvit si sponzorství růžového keře. 

## Budovy
V centru parku stojí neoklasicistní Theseustempel (Théseův chrám) Pietra Nobile, dokončený v roce 1821. Tato malá replika Héfaistova chrámu v Aténách byla původně navržena tak, aby obsahovala Theseovu sochu Antonia Canova. Canova se rovněž podílel se na stavbě chrámu. V roce 1890 byla ale socha přestěhována do muzea výtvarných umění (Kunsthistorisches Museum).
Cortisches Kaffeehaus (Kavárna Corti) byla postavena v letech 1820–1823, autorem projektu je také Peter Nobile. Rakouští romantizující skladatelé Johann Strauss starší a Joseph Lanner zde uváděli svá díla. Dne 10. března 1867 Johann Strauss mladší zde řídil první uvedení Na krásném modrém Dunaji (An der schönen blauen Donau).
Café Meirei bylo postaveno v roce 1890, původně jako zásobárna vody. V roce 1924 byla stavba upravena jako mléčný bar Milchtrinkhalle. Pavilon Milchpavillon byl postaven v roce 1951 podle návrhu Oswalda Haerdtla.
V parku také stojí Volksgartenrestaurant.

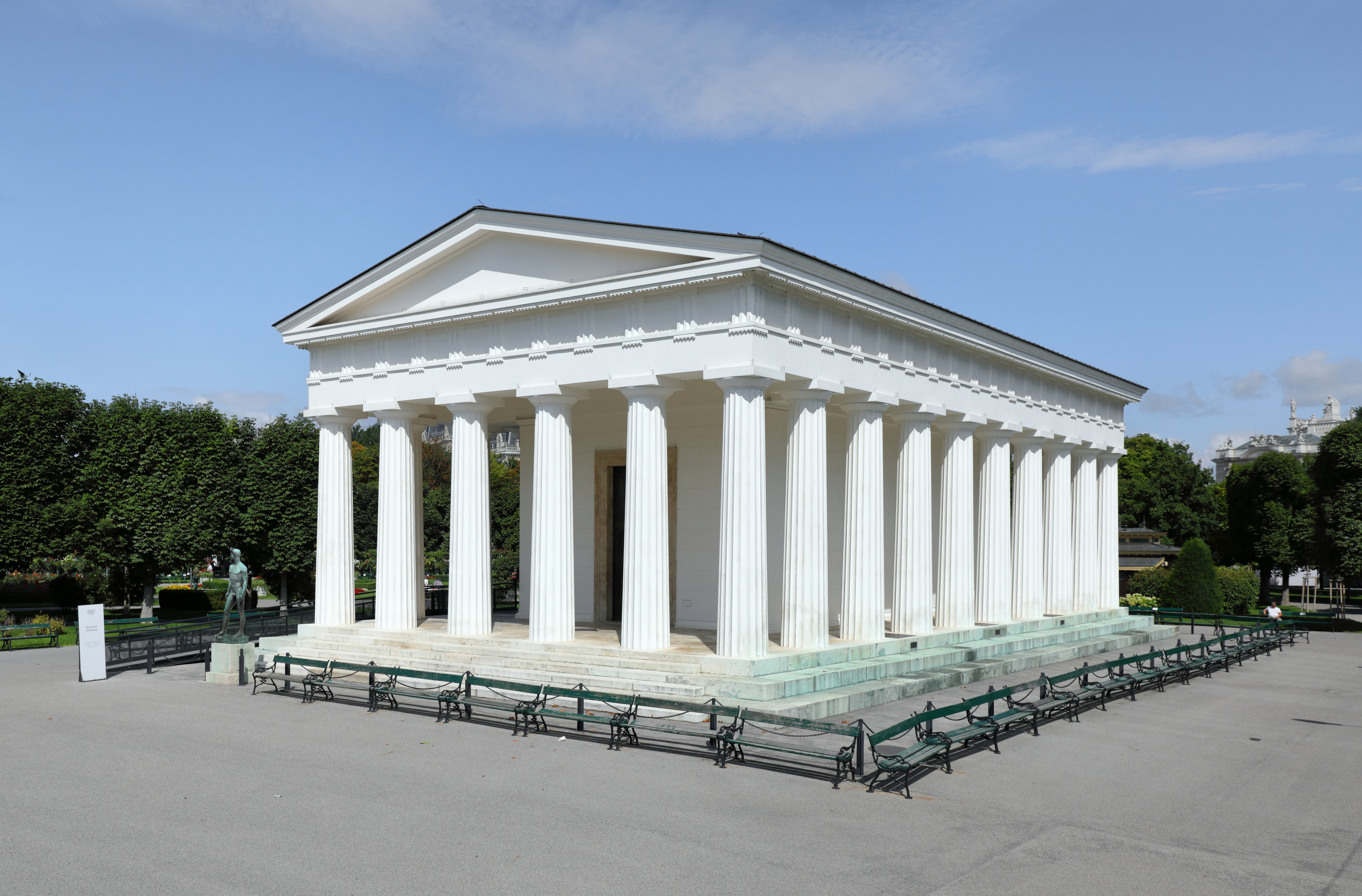
Theseustempel (Théseův chrám), 1823
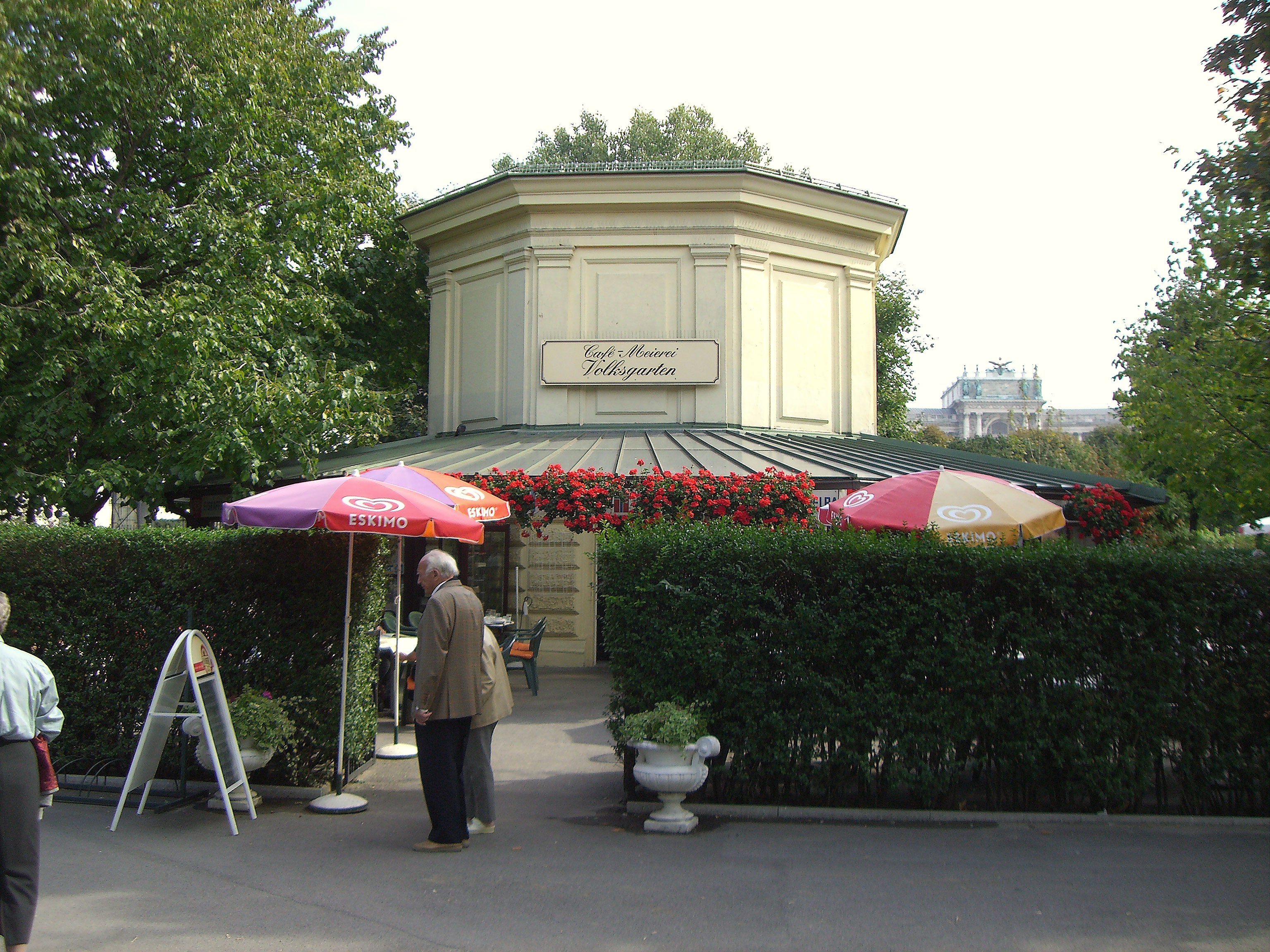
Café Meierei, 1890
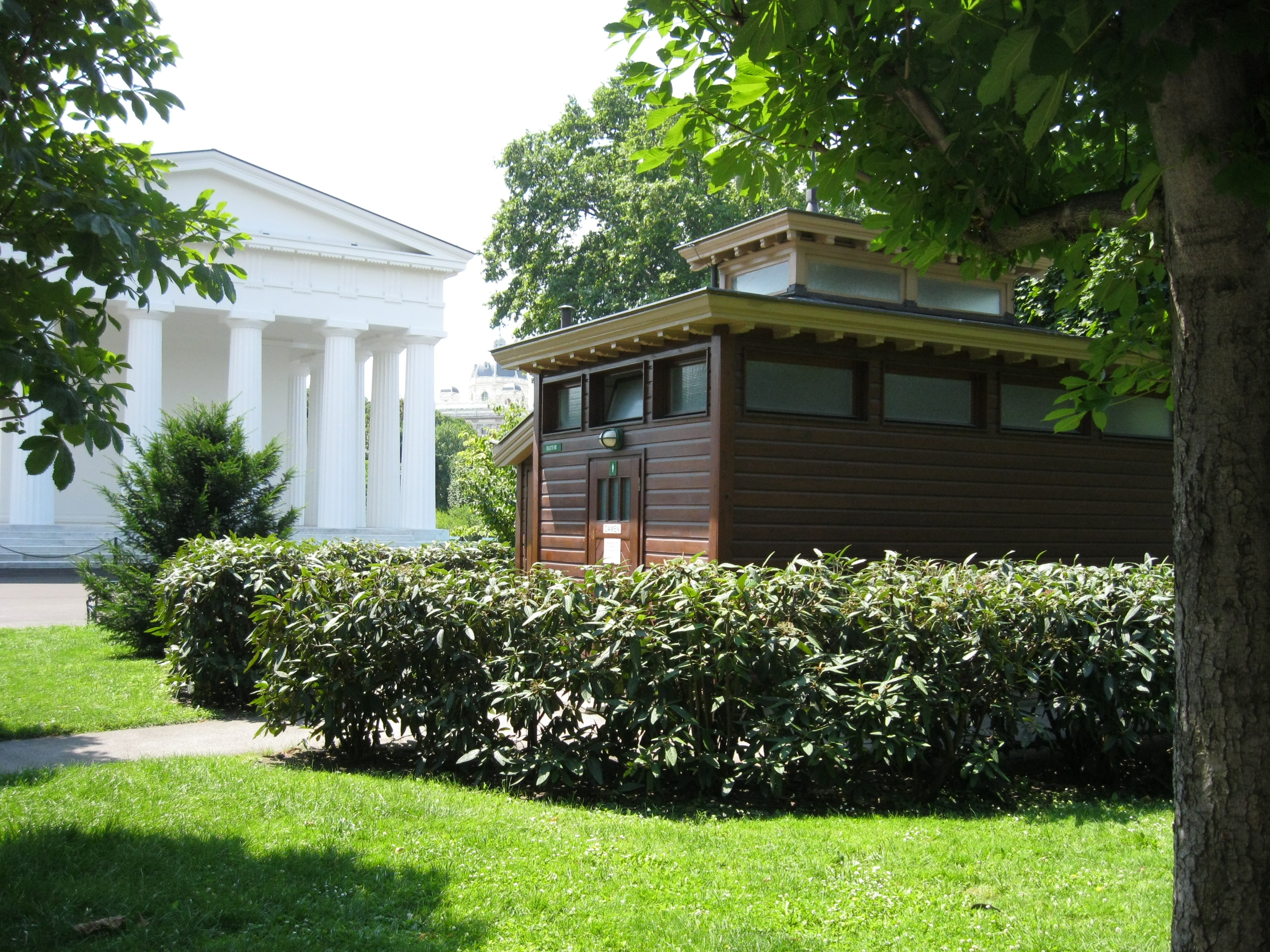
WC vedle Theseustempel, 1884
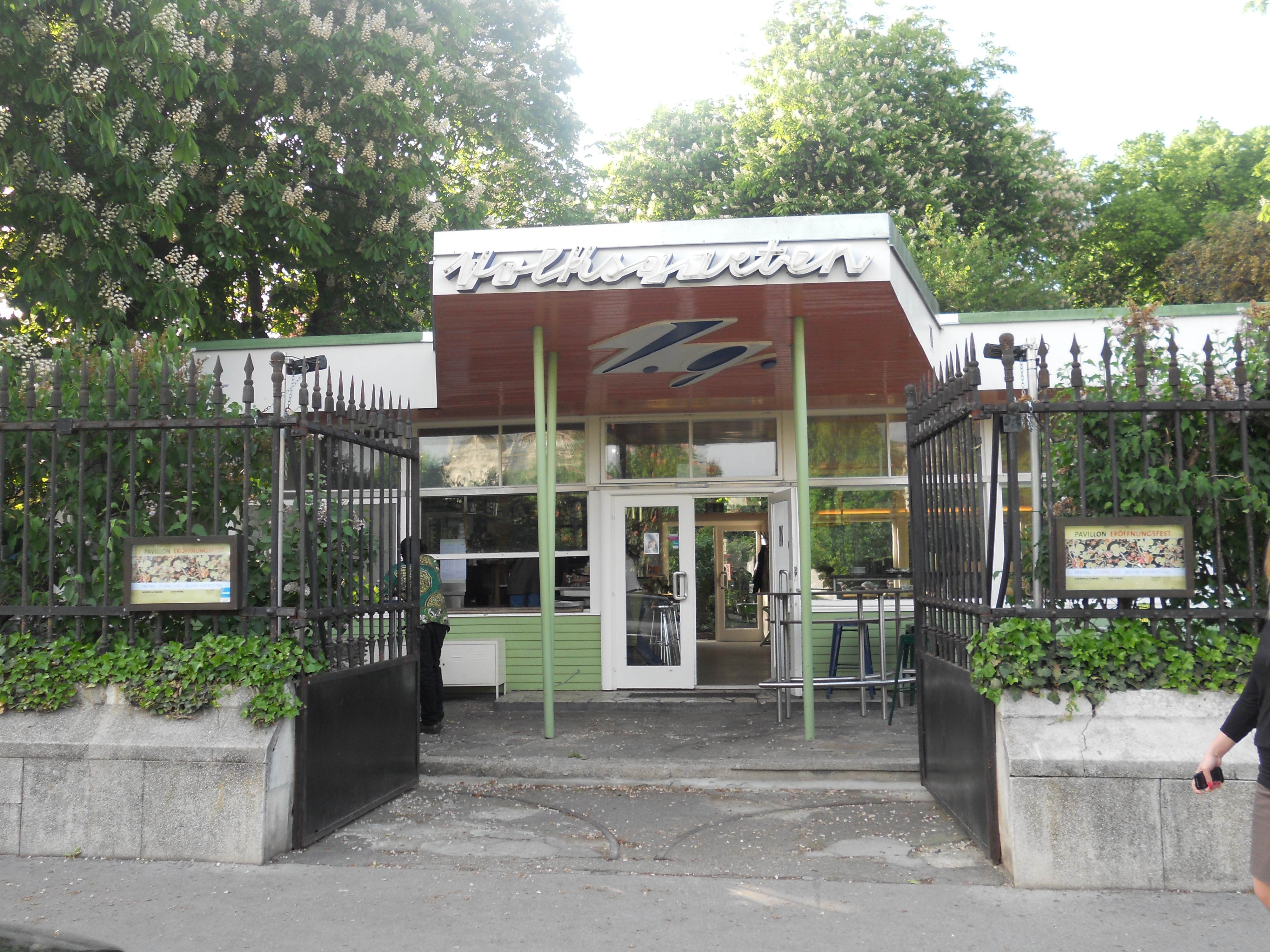
Cortisches Kaffeehaus, Volksgartencafe - kavárna

## Doplňky
Na severním okraji parku stojí Kaiserin Elisabeth-Denkmal (Monument císařovny Alžběty) od Hanse Bitterlicha a Friedricha Ohmanna, dokončený v roce 1907. Ve středu památníku je socha sedící císařovny Alžběty Hanse Bitterlicha. Socha císařovny byla vytesána z 8000 kg těžkého bloku mramoru, měří 2,5 m na výšku. Otevření pomníku se konalo dne 4.6.1907 za přítomnosti císaře Františka Josefa I. Rakouského.
Na jižním okraji parku stojí Franz Grillparzer-Denkmal Monument od Carla Kundmanna, dokončený v roce 1875. Zobrazena je sedící postava rakouského spisovatele Franze Grillparzera. Je zobrazen v rozjímavé poloze, držíce knihu ve své levé ruce.
Dalšími skulpturami jsou
- Raab-Denkmal z roku 1967 od Toni Schneidera-Manzella a Clemense Holzmeistera .
- Jugendlicher Athlet (Mladý atlet) bronzová socha od Josefa Müllnera z roku 1921.

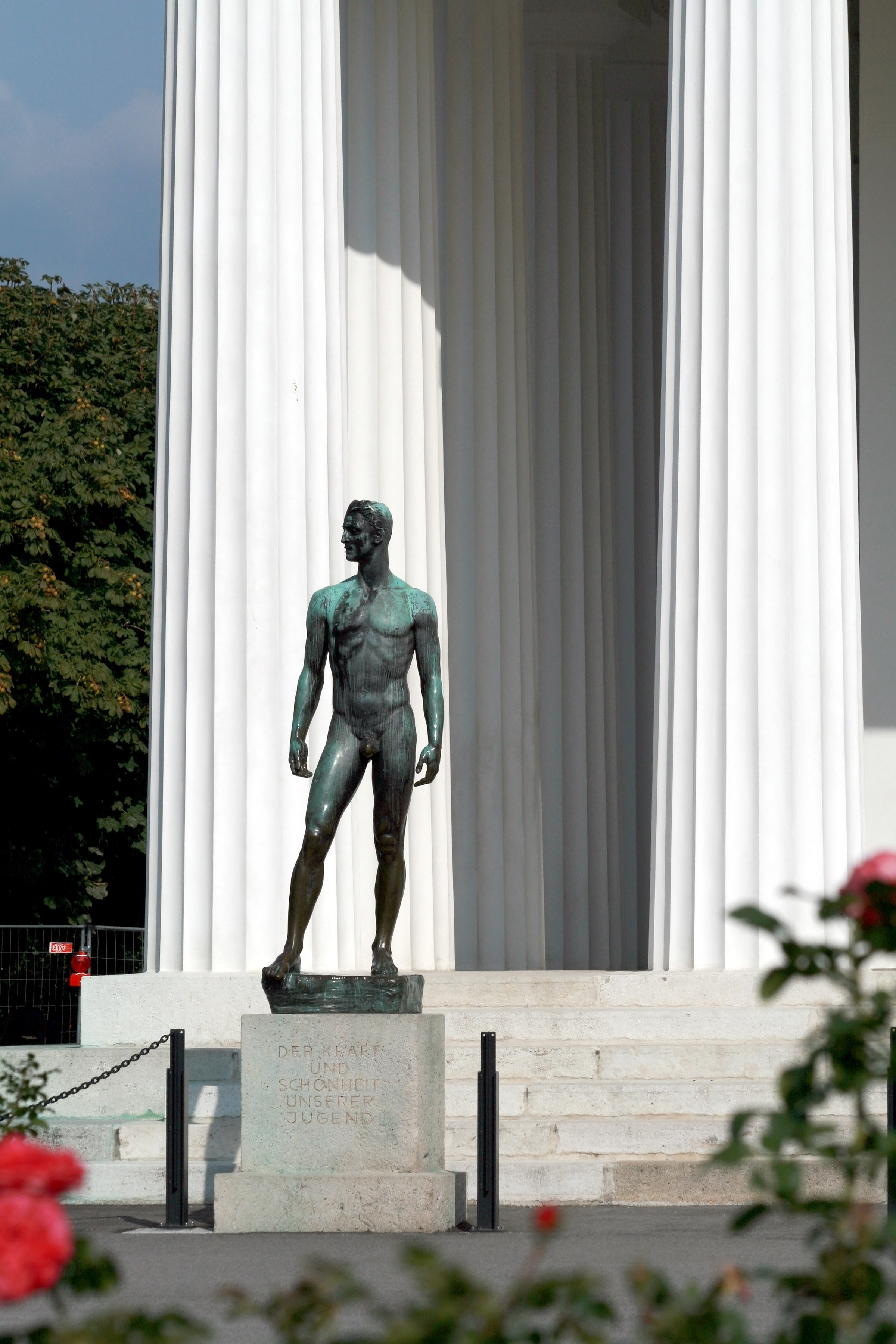
Jugendlicher Athlet
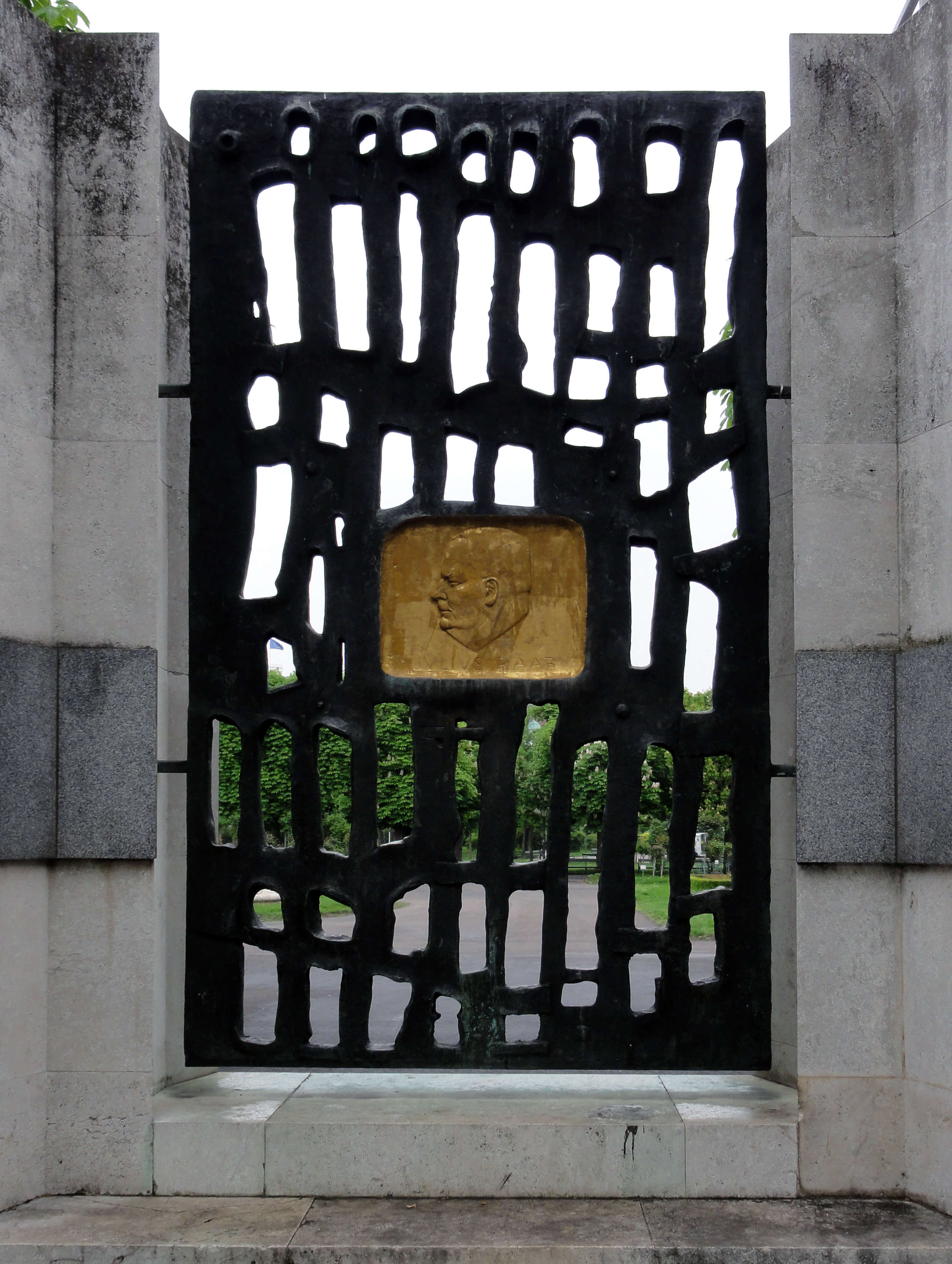
Raab-Denkmal
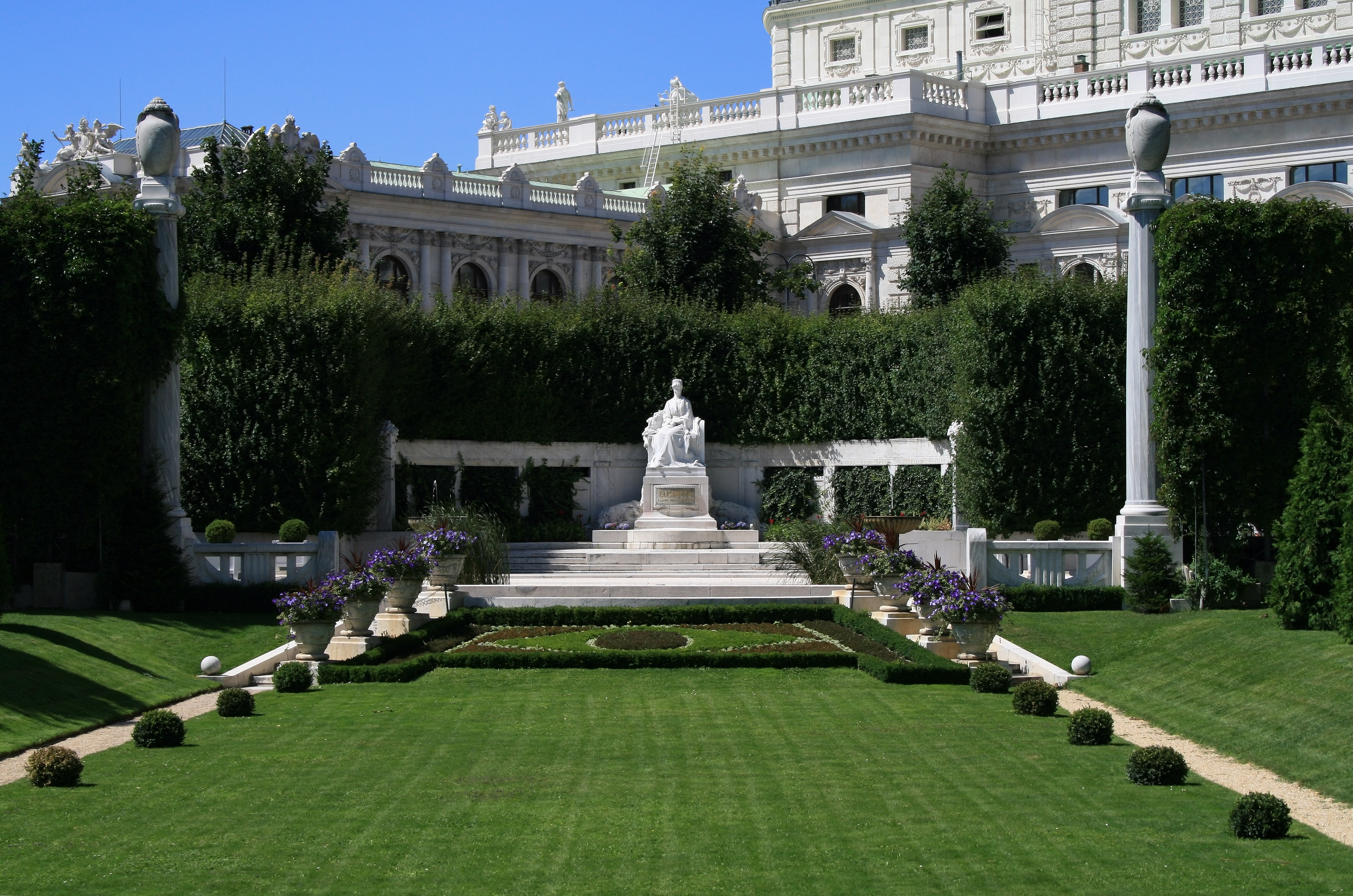
Kaiserin-Elisabeth-Denkmal
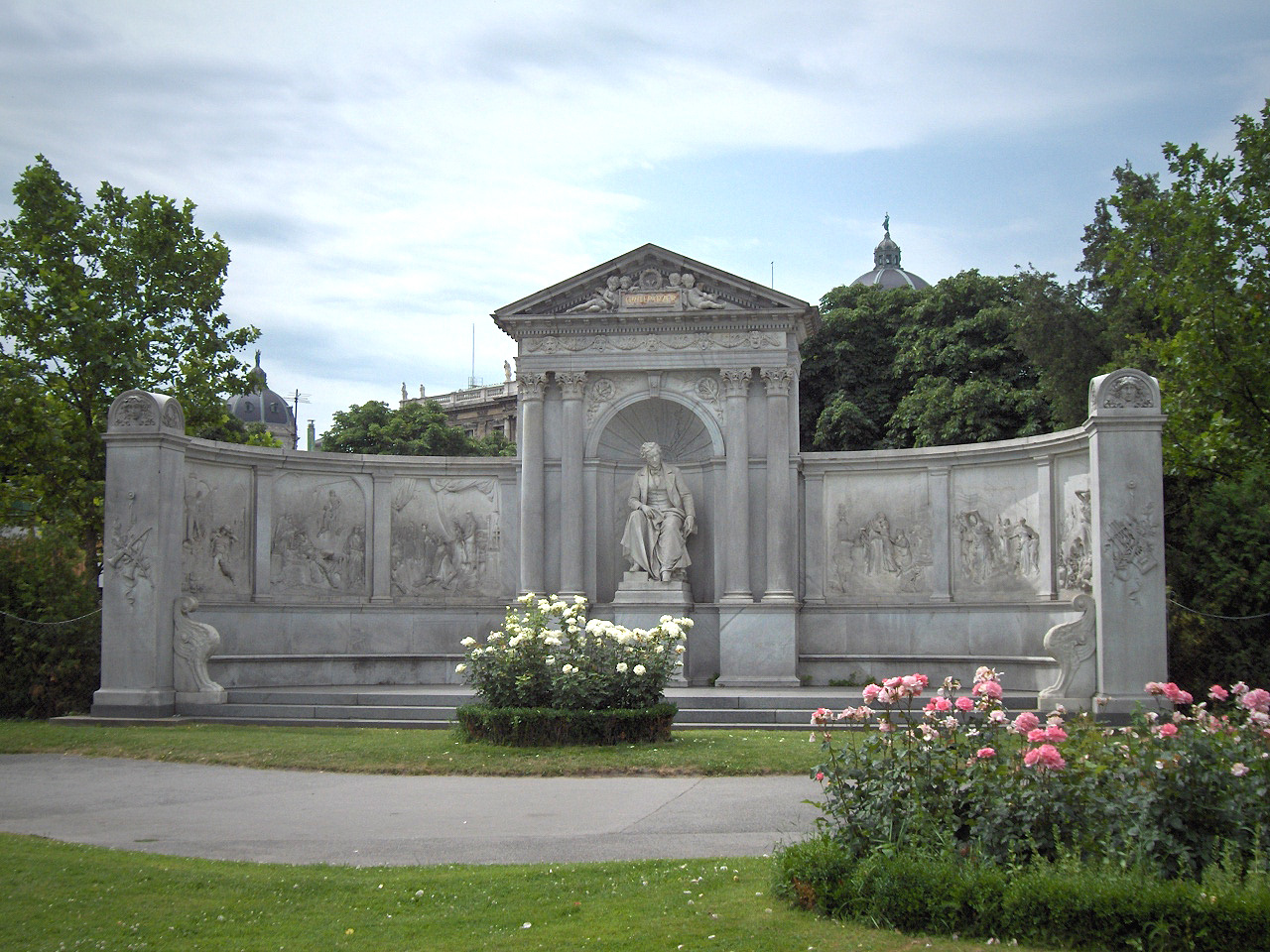
Franz Grillparzer-Denkmal

## Vodotrysky
Ve Volksgarten stojí dvě fontány. Triton- und Nymphenbrunnen byla postavena v roce 1880 Viktore Tilgnerem. Volksgarten-Brunnen byla postavena v roce 1866 Antonem Dominikem Fernkornem.